# Chililistipan
Chililistipan är en ort i Mexiko.   Den ligger i kommunen Tlatlauquitepec och delstaten Puebla, i den sydöstra delen av landet, 180 km öster om huvudstaden Mexico City. Chililistipan ligger 1 094 meter över havet och antalet invånare är 131.
Terrängen runt Chililistipan är kuperad västerut, men österut är den bergig. Runt Chililistipan är det ganska tätbefolkat, med 199 invånare per kvadratkilometer. Närmaste större samhälle är Teziutlan, 19,5 km sydost om Chililistipan. I omgivningarna runt Chililistipan växer huvudsakligen savannskog.